# ایویتسا مورنار
ایویتسا مورنار (کرواتی: Ivica Mornar؛ زادهٔ ۱۲ ژانویهٔ ۱۹۷۴) بازیکن فوتبال اهل کرواسی است.
از باشگاه‌هایی که در آن بازی کرده‌است می‌توان به باشگاه فوتبال سویا، باشگاه فوتبال پورتسموث، باشگاه فوتبال رن، باشگاه فوتبال هایدوک اسپلیت، باشگاه فوتبال آینتراخت فرانکفورت، باشگاه فوتبال اندرلشت، و باشگاه فوتبال استاندارد لیژ اشاره کرد.
وی همچنین در تیم‌های ملی فوتبال زیر ۲۱ سال کرواسی و کرواسی بازی کرده‌است.